# Sigmund der Ältere
Sigmund der Ältere (10. Jahrhundert, Stóra Dímun, Färöer) war der Bruder von Torbjørn Gøtuskegg und gleichzeitig der Vater von Brestir und Beinir.
Sein Enkel Sigmundur Brestisson (Sohn des Brestir) trat in der Wikingerzeit auf den Färöern als einer der Schlüsselfiguren der Geschichte auf, als er die Bewohner christianisierte. Sein Neffe Tróndur í Gøtu (Sohn des Torbjørn) hingegen war der ärgste Widersacher von Sigmundur Brestisson.
| Personendaten    | Personendaten                                                                   |
| ---------------- | ------------------------------------------------------------------------------- |
| NAME             | Sigmund der Ältere                                                              |
| KURZBESCHREIBUNG | Bruder von Torbjørn Gøtuskegg und gleichzeitig der Vater von Brestir und Beinir |
| GEBURTSDATUM     | 10. Jahrhundert                                                                 |
| STERBEDATUM      | 10. Jahrhundert oder 11. Jahrhundert                                            |